# Impuls específic
L'impuls específic és una mesura de l'eficiència dels motors de coets i motors de reacció. Per definició és l'impuls per unitat de propel·lent consumit, i equival dimensionalment a l'impuls generat pel cabal unitari de propel·lent.
Equival al nombre de segons que 1 kg de combustible pot desenvolupar una força de g (gairebé 10) newtons. També es pot definir com el nombre de quilograms d'impuls que pot generar la cremada d'un quilogram de combustible per segon. Per tant, la unitat és el segon, però també es pot multiplicar per g, donant com a resultat la velocitat efectiva d'escapament en m/s.
Es fa servir per mesurar l'aptitud d'un combustible com combustible de coets. Aquests en són alguns exemples:
- hidrogen líquid amb oxigen líquid: aprox. 390
- hidrogen-fluor 410
- N₂O₄ - hidrazina 270
- H₂O₂ - peròxid d'hidrogen 140

La xifra exacta depèn segons la font que s'utilitzi. Això és degut al fet que l'impuls específic depèn del disseny utilitzat en el motor.